# Комендант Корпусу морської піхоти США
Коменда́нт Ко́рпусу морсько́ї піхо́ти США (англ. Commandant of the Marine Corps, CMC) — найвища офіцерська посада в Корпусі морської піхоти США і член Об'єднаного комітету начальників штабів.
Кандидатура коменданта КМП США висувається особисто президентом і затверджуються Сенатом з числа 4-х зіркових генералів.
Комендант корпусу морської піхоти підпорядковується безпосередньо секретареві ВМС США (не підпорядкований керівнику військово-морських сил США) і допомагає йому у військових питаннях, у тому числі: вистава і забезпечення армії політики, планів, програм.
Діючим комендантом корпусу морської піхоти є генерал Ерік Сміт.

## Список комендантів корпусу морської піхоти США
| #       | Фото                                                    | Ім'я (дати життя)                                                            | Звання                      | Початок терміну   | Кінець терміну    | Час на посаді      | Прим. |
| ------- | ------------------------------------------------------- | ---------------------------------------------------------------------------- | --------------------------- | ----------------- | ----------------- | ------------------ | --- |
| 1       | black & white portrait of Samuel Nicholas               | Семюел Ніколас Samuel Nicholas (1744 — 27 серпня 1790)                       | майор                       | 28 листопада 1775 | 27 серпня 1783    | 7 років, 272 дні   | Перший де-факто комендант, що перебував у посаді старшого офіцера Континентальної морської піхоти |
| 2       | black & white portrait of William W. Burrows            | Вільям Ворд Берроуз І William W. Burrows (16 січня 1758 — 6 березня 1805)    | підполковник                | 12 липня 1798     | 6 березня 1804    | 5 років, 238 днів  | Перший де-юре комендант, заснував багато важливих організацій у Корпусі морської піхоти, включаючи Оркестр морської піхоти США |
| 3       | black & white portrait of Franklin Wharton              | Франклін Вортон Franklin Wharton (23 липня 1767 — 1 вересня 1818)            | підполковник                | 7 березня 1804    | 1 вересня 1818    | 14 років, 178 днів | Перший комендант, відданий під військовий трибунал (виправданий) і перший, хто зайняв будинок коменданта в казармах морської піхоти, у Вашингтоні |
| # (ТВО) | black & white portrait of Archibald Henderson           | Арчибальд Гендерсон Archibald Henderson (21 січня 1783 — 6 січня 1859)       | майор                       | 16 вересня 1818   | 2 березня 1819    | 167 днів           | |
| 4       | —                                                       | Ентоні Гейл Anthony Gale (? — 12 грудня 1843)                                | підполковник                | 3 березня 1819    | 8 жовтня 1820     | 1 рік, 219 днів    | Другий комендант буде відданий під військовий суд і єдиний комендант, що був звільнений з посади |
| 5       | black & white portrait of Archibald Henderson           | Арчибальд Гендерсон Archibald Henderson (21 січня 1783 — 6 січня 1859)       | бригадний генерал тимчасово | 17 жовтня 1820    | 6 січня 1859      | 38 років, 81 день  | Комендант з найдовшим терміном перебування в посаді; відомий як «Великий старий Корпусу морської піхоти»; зіграв значну роль у розширенні місії Корпусу морської піхоти, зокрема в застосуванні в експедиційній війні та стратегії швидкого розгортання |
| 6       | black & white photograph of John Harris                 | Джон Гарріс John Harris (20 травня 1793 — 12 травня 1864)                    | полковник                   | 7 січня 1859      | 1 травня 1864     | 5 років 115 днів   | |
| 7       | black & white photograph of Jacob Zeilin                | Джейкоб Зейлін Jacob Zeilin (16 липня 1806 — 18 листопада 1880)              | бригадний генерал           | 10 червня 1864    | 31 жовтня 1876    | 12 років 143 дні   | Перший генерал — очільник Корпусу морської піхоти; офіційно затвердив дизайн Орла, Земної кулі та Якоря як емблеми Корпусу морської піхоти |
| 8       | black & white photograph of Charles G. McCawley         | Чарльз МакКоулі Charles G. McCawley (29 січня 1827 — 13 жовтня 1891)         | полковник                   | 1 листопада 1876  | 29 січня 1891     | 14 років, 89 днів  | Затвердив «Semper fidelis», латиною «Завжди вірний», як офіційний девіз Корпусу морської піхоти |
| 9       | black & white portrait of Charles Heywood               | Чарльз Гейвуд Charles Heywood (3 жовтня 1839 — 26 лютого 1915)               | генерал-майор               | 30 червня 1891    | 2 жовтня 1903     | 12 років, 94 дні   | Перший комендант у званні генерал-майор |
| 10      | black & white portrait of George F. Elliott             | Джордж Елліот George F. Elliott (30 листопада 1846 — 4 листопада 1931)       | генерал-майор               | 3 жовтня 1903     | 30 листопада 1910 | 7 років 58 днів    | |
| 11      | black & white photograph of William P. Biddle           | Вільям Біддл William P. Biddle (15 грудня 1853 — 24 лютого 1923)             | генерал-майор               | 3 лютого 1911     | 24 лютого 1914    | 3 роки 21 день     | |
| 12      | black & white portrait of George Barnett                | Джордж Барнетт George Barnett (9 грудня 1859 — 27 квітня 1930)               | генерал-майор               | 25 лютого 1914    | 30 червня 1920    | 6 років, 126 днів  | |
| 13      | black & white portrait of John A. Lejeune               | Джон Леджейн John A. Lejeune (10 січня 1867 — 20 листопада 1942)             | генерал-майор               | 1 липня 1920      | 4 березня 1929    | 8 років, 246 днів  | |
| 14      | black & white portrait of Wendall C. Neville            | Венделл Невілл Wendell C. Neville (12 травня 1870 — 8 липня 1930)            | генерал-майор               | 5 березня 1929    | 8 липня 1930      | 1 рік, 125 днів    | Кавалер медалі Пошани та медалі Корпусу морської піхоти |
| 15      | black & white photograph of Ben H. Fuller               | Бен Фуллер Ben H. Fuller (27 лютого 1870 — 8 червня 1937)                    | генерал-майор               | 9 липня 1930      | 28 лютого 1934    | 3 роки, 234 дні    | |
| 16      | black & white photograph of John H. Russell, Jr.        | Джон Генрі Рассел John H. Russell Jr. (14 листопада 1872 — 6 березня 1947)   | генерал-майор               | 1 березня 1934    | 30 листопада 1936 | 2 роки, 274 дні    | |
| 17      | black & white photograph of Thomas Holcomb              | Томас Голкомб Thomas Holcomb (5 серпня 1879 — 24 травня 1965)                | генерал-лейтенант           | 1 грудня 1936     | 31 грудня 1943    | 7 років, 30 днів   | Перший морський піхотинець — повний генерал (після звільнення) |
| 18      | black & white photograph of Alexander A. Vandegrift     | Александер Вандегріфт Alexander Vandegrift (13 березня 1887 — 8 травня 1973) | генерал                     | 1 січня 1944      | 31 грудня 1947    | 3 роки, 364 дні    | Кавалер медалі Пошани. Перший повний генерал Корпусу морської піхоти |
| 19      | black & white photograph of Clifton B. Cates            | Клінтон Кейтс Clifton B. Cates (31 серпня 1893 — 4 червня 1970)              | генерал                     | 1 січня 1948      | 31 грудня 1951    | 3 роки, 364 дні    | |
| 20      | black & white photograph of Lemuel C. Shepherd, Jr.     | Лемюель Шеперд Lemuel C. Shepherd Jr. (10 лютого 1896 — 6 серпня 1990)       | генерал                     | 1 січня 1952      | 31 грудня 1955    | 3 роки, 364 дні    | Перший комендант у складі Об'єднаного комітету начальників штабів |
| 21      | black & white photograph of Randolph M. Pate            | Рендольф Пейт Randolph M. Pate (11 лютого 1898 — 31 липня 1961)              | генерал                     | 1 січня 1956      | 31 грудня 1959    | 3 роки, 364 дні    | |
| 22      | black & white photograph of David M. Shoup              | Девід Шоуп David M. Shoup (30 грудня 1904 — 13 січня 1983)                   | генерал                     | 1 січня 1960      | 31 грудня 1963    | 3 роки, 364 дні    | Кавалер медалі Пошани |
| 23      | black & white photograph of Wallace M. Greene, Jr.      | Воллес Мартін Грін Wallace M. Greene Jr. (27 грудня 1907 — 8 березня 2003)   | генерал                     | 1 січня 1964      | 31 грудня 1967    | 3 роки, 364 дні    | |
| 24      | black & white photograph of Leonard F. Chapman, Jr.     | Леонард Чепмен Leonard F. Chapman Jr. (3 листопада 1913 — 6 січня 2000)      | генерал                     | 1 січня 1968      | 31 грудня 1971    | 3 роки, 364 дні    | |
| 25      | black & white photograph of Robert Everton Cushman, Jr. | Роберт Кушман Robert E. Cushman Jr. (24 грудня 1914 — 2 січня 1985)          | генерал                     | 1 січня 1972      | 30 червня 1975    | 3 роки, 180 днів   | |
| 26      | black & white photograph of Louis H. Wilson, Jr.        | Льюїс Г'ю Вілсон Louis H. Wilson Jr. (11 лютого 1920 — 21 червня 2005)       | генерал                     | 1 липня 1975      | 30 червня 1979    | 3 роки, 364 дні    | Кавалер медалі Пошани |
| 27      | color photograph of Robert H. Barrow                    | Роберт Барроу Robert H. Barrow (5 лютого 1922 — 30 жовтня 2008)              | генерал                     | 1 липня 1979      | 30 червня 1983    | 3 роки, 364 дні    | |
| 28      | black & white photograph of Paul X. Kelley              | Пол Ксав'єр Келлі Paul X. Kelley (11 листопада 1928 — 29 грудня 2019)        | генерал                     | 1 липня 1983      | 30 червня 1987    | 3 роки, 364 дні    | |
| 29      |                                                         | Альфред Грей Alfred M. Gray Jr. (22 червня 1928 — 20 березня 2024)           | генерал                     | 1 липня 1987      | 30 червня 1991    | 3 роки, 364 дні    | |
| 30      | color photograph of Carl E. Mundy, Jr.                  | Карл Манді Carl E. Mundy Jr. (16 липня 1935 — 2 квітня 2014)                 | генерал                     | 1 липня 1991      | 30 червня 1995    | 3 роки, 364 дні    | |
| 31      | color photograph of Charles C. Krulak                   | Чарльз Крулак Charles C. Krulak (нар. 4 березня 1942)                        | генерал                     | 1 липня 1995      | 30 червня 1999    | 3 роки, 364 дні    | |
| 32      | color photograph of James L. Jones                      | Джеймс Джонс James L. Jones (нар. 19 грудня 1943)                            | генерал                     | 1 липня 1999      | 12 січня 2003     | 3 роки, 195 днів   | Верховний головнокомандувач ОЗС НАТО в Європі (2003—2006), Голова Атлантичної ради США (2007—2009), Радник президента США з національної безпеки (2009—2010)                                                                                            |
| 33      | color photograph of Michael W. Hagee                    | Майкл Хагі Michael W. Hagee (нар. 1 грудня 1944)                             | генерал                     | 13 січня 2003     | 13 листопада 2006 | 3 роки, 304 дні    | |
| 34      | color photograph of James T. Conway                     | Джеймс Конвей James T. Conway (нар. 26 грудня 1947)                          | генерал                     | 14 листопада 2006 | 22 жовтня 2010    | 3 роки, 343 дні    | |
| 35      | Official portrait from Amos, 2010                       | Джеймс Еймос James F. Amos (нар. 12 листопада 1946)                          | генерал                     | 22 жовтня 2010    | 17 жовтня 2014    | 3 роки, 360 днів   | Перший комендант льотчик морської авіації |
| 36      | Official portrait from Dunford, 2014                    | Джозеф Данфорд Joseph Dunford (нар. 8 грудня 1955)                           | генерал                     | 17 жовтня 2014    | 24 вересня 2015   | 342 дні            | Голова Об'єднаного комітету начальників штабів США (2015—2019) |
| 37      | Official portrait from Neller, 2015                     | Роберт Неллер Robert Neller (нар. 9 лютого 1953)                             | генерал                     | 24 вересня 2015   | 11 липня 2019     | 3 роки, 290 днів   | |
| 38      |                                                         | Девід Бергер David H. Berger (нар. 21 грудня 1959)                           | генерал                     | 11 липня 2019     | 10 липня 2023     | 3 роки, 364 дні    | |
| 39      |                                                         | Ерік Сміт Eric M. Smith (нар.1965)                                           | генерал                     | 22 вересня 2023   | Діючий            | в посаді           | з 10 липня до 22 вересня 2023 року тимчасово виконував обов'язки |